# 三森コーポレーション
株式会社三森コーポレーション（みつもりコーポレーション）は宮城県仙台市宮城野区にある自動車リサイクル業と自動車リサイクルパーツ販売を行っている。

## 概要
リサイクルパーツ、リビルドパーツ販売では全国でもトップクラスで、特に東北では常にトップシェアを誇っている。工賃や代車も保証する完全保証パックや、マフラーを修理して再販するリプレイスマフラー、非分解とされるユニバーサルジョイントの交換を行いバランス修正を行ったリプレイスプロペラシャフトなど、新しい考え方で他社との差別化を図っている。
1996年に宮城県の自動車整備商工組合の指定商品となってから、青森県、福島県、栃木県、群馬県、山梨県、千葉県、神奈川県、岐阜県、各自動車整備商工組合の指定商品となっている。また、福島県、岐阜県の自動車車体整備協業組合の指定商品となっている。

## 沿革
- 1971年 光森（みつもり）稔氏が自動車解体を行う会社として、光森自動車商会を創業。
- 1980年 鉄相場や為替レートの急変などが重なり、光森氏が会社を閉める事を決断するが、当時アルバイトで働いていた大学生の守屋隆之（もりやたかゆき）氏が会社を譲受。
- 1987年 NGP(日本自動車リサイクル事協同業組合）に加盟し、自動車リサイクルパーツ販売貢献。
- 1992年10月 守屋隆之が代表取締役に就任。社名を株式会社三森コーポレーションに変更。
- 2003年3月 NGPを退会し、株式会社SPN（エスピーエヌ）を立ち上げる。
- 2010年4月 中国への自動車部品貿易を開始。
- 2014年4月 SPNとエコラインが合併し、株式会社JARA（ジャラ）が成立。
- 2016年9月15日 守屋隆之 没（58歳）
- 2016年10月 大久保弘子が代表取締役就任。
- 2020年6月 株式会社JARAを脱退
- 2021年7月 創業50周年を迎える。

新SPN（エスピーエヌ）を地球環境保全の貢献と、自動車リサイクル部品の利用促進を目的とし、賛同会社数社で立ち上げ参画　
- 2023年7月 脱毛サロン「ハイジーンビューティールーム19B」をオープン。
- 2024年1月 鈴木学が代表取締役就任。